# Ryszard Burski
Ryszard Burski (ur. 1 stycznia 1954 w Jeżewie) – polski polityk, działacz związkowy, poseł na Sejm II kadencji.
Ukończył w 1985 Technikum Górnicze w Jastrzębiu-Zdroju. W latach 1993–1997 z ramienia Konfederacji Polski Niepodległej sprawował mandat posła II kadencji. Później był związany z KPN-OP i AWS.
W latach 90. kierował Związkiem Zawodowym Kontra, organizacją afiliowaną najpierw przy KPN, później współpracującą m.in. z KPN-OP.